# Lunático
Lunático è un album registrato in studio dei Gotan Project.

## Tracce
1. Amor porteño
2. Notas
3. Diferente
4. Celos
5. Lunático
6. Mi confesión
7. Tango canción
8. La vigüela
9. Criminal
10. Arrabal
11. Domingo
12. Paris, Texas